# كريم عبد السلام
كريم عبد السلام (1967 - ) هو كاتب وشاعر مصري، مواليد مدينة دمياط، وتخرج من كلية الإعلام جامعة القاهرة، عمل بمجلة الثقافة الجديدة القاهرية مشرفاً على القسم الخاص بمتابعة الإصدارات الجديدة خلال السنوات (1990- 1992) وسكرتيراً لتحرير دورية "القاهرة" التي أسسها الناقد الراحل غالي شكري في الفترة من 1996 إلى 1998، ومديراً تنفيذياً لمكتب جريدة المدينة السعودية بالقاهرة (1995- 2002)، وأصدر أول دواوينه عام 1993 عن دار أدب الجماهير بالمنصورة تحت عنوان "استئناس الفراغ".
شارك في تأسيس مجلة سطور (1996- 2007) وتدرج في المناصب من سكرتير التحرير إلى نائب رئيس التحرير، ثم أصدر مجلة شعر المعنية بقصيدة النثر وتقاطعاتها بطبعتين ورقية وإلكترونية عام 2003، وله عشرات المقالات الثقافية والدراسات والأعمال الشعرية المنشورة في الصحف والدوريات منها: "الحياة ، نزوى ، أخبار الأدب، الأهالي، أدب ونقد، القاهرة، اليوم السابع، سطور، الثقافة الجديدة، الشعر، المدينة، الفجر وغيرها.

## حياته
ولد كريم عبد السلام في مدينة دمياط عام 1967، ثم غادرها مع أسرته في طفولته، نشر أول ديوان له في مدينة المنصورة في طبعة محدودة عام 1993، ويعمل بالصحافة في القاهرة، وينشر شعره في بيروت، ولندن، والقاهرة.

## أعماله

### الشعرية
1. "الأبُ وقصائدُ المطر" دار أدب الجماهير، المنصورة، 1993
2. "بين رجفة وأخرى" ، الهيئة العامة للكتاب، القاهرة، 1996
3. "باتجاه ليلنا الأصلى" ، دار الجديد، بيروت، 1997
4. "فتاةٌ وصبىٌ في المدافن" ، دار الجديد، بيروت، 1999
5. "مريم المرحة"، طبعة خاصة محدودة، القاهرة، 2008
6. "نائمٌ في الجوراسيك بارك"، طبعة خاصة، القاهرة، 2008
7. "قصائدُ حب إلى ذئبة"، دار الجديد، بيروت، 2010
8. "كتابُ الخبز" ، دار العين، القاهرة، 2010
9. " قنابلُ مسيلةٌ للدموع" ، منشورات الكتابة الأخرى، 2010
10. "أكان لازما يا سوزى أن تعتلى صهوة أبى الهول"، الهيئة العامة للكتاب، 2014
11. "مراثى الملاكة من حلب"- دار الجديد، بيروت، 2015
12. "وكان رأسي طافياً على النيل"، الهيئة العامة للكتاب بالقاهرة، 2017
13. ألفُ ليل وليل، دار مومنت للنشر، لندن، 2018
14. "الوفاةُ السابعة لصانع الأحلام"، الهيئة العامة للكتاب بالقاهرة، 2019
15. "محاولةٌ لإنقاذ جيفارا"، الهيئة العامة للكتاب، 2020
16. "شاى مع الموت"، دار النسيم بالقاهرة، 2021
17. " أنا جائع يا رب" دار الأدهم بالقاهرة، 2023.[3][4]

### النقدية
- "واقعيةُ ألف ليلة وليلة بين الحكاية والإعادة" ، طبعة خاصة ، القاهرة ، 2004
- "معمار الرؤية" : قراءة في أعمال شاعر قصيدة النثر المؤسس" بدر الديب" ، طبعة خاصة ، القاهرة 2005.